# Daniel So
Daniel T. „Danny“ So (* um 1940) ist ein philippinischer Badmintonspieler.

## Karriere
Daniel So ist eine der bedeutendsten Persönlichkeiten des philippinischen Badmintonsports der 1960er und 1970er Jahre. Von 1965 bis 1980 war er bei den nationalen Titelkämpfen zehn Mal im Herreneinzel erfolgreich. Weiterhin erkämpfte er in dieser Zeit neun Doppeltitel. 1969 und 1970 gewann er die offen ausgetragenen nationalen taiwanischen Badmintonmeisterschaften. 1974 startete er bei den Asienspielen.